# Мусандам

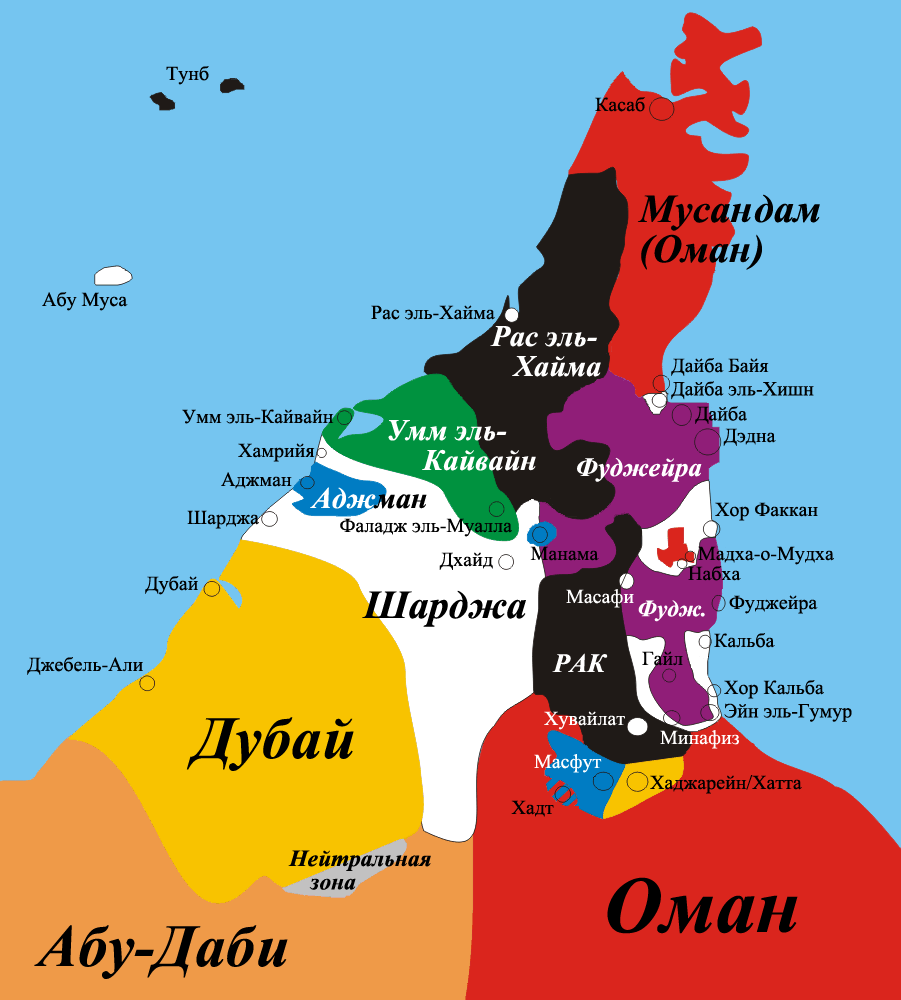
Ексклави Оману і ОАЕ:
Оман
Абу-Дабі (ОАЕ)
Дубай (ОАЕ)
Шарджа (ОАЕ)
Аджман (ОАЕ)
Умм-ель-Кувейн (ОАЕ)
Рас-ель-Хайма (ОАЕ)
Фуджейра (ОАЕ)

Муса́ндам — губернаторство (мухафаза) в Султанаті Оман. Адміністративний центр — місто Хасаб. Найпівнічніша частина Оману, на однойменному півострові. Бувши відокремленим від іншої частини Оману територією Об'єднаних Арабських Еміратів, є напіванклавом відносно ОАЕ. Площа 1 800 км ², населення 28 378 осіб (2003). У північній частині півострова, біля села Кумзар, використовується мова кумзарі — діалект перської мови. У серпні 2008, було відкрито поромне сполучення між Маскатом і Мусандамом для поліпшення транспортного сполучення з півостровом. Губернаторство має важливе стратегічне положення через розташування на березі Ормузької протоки.

## Географія

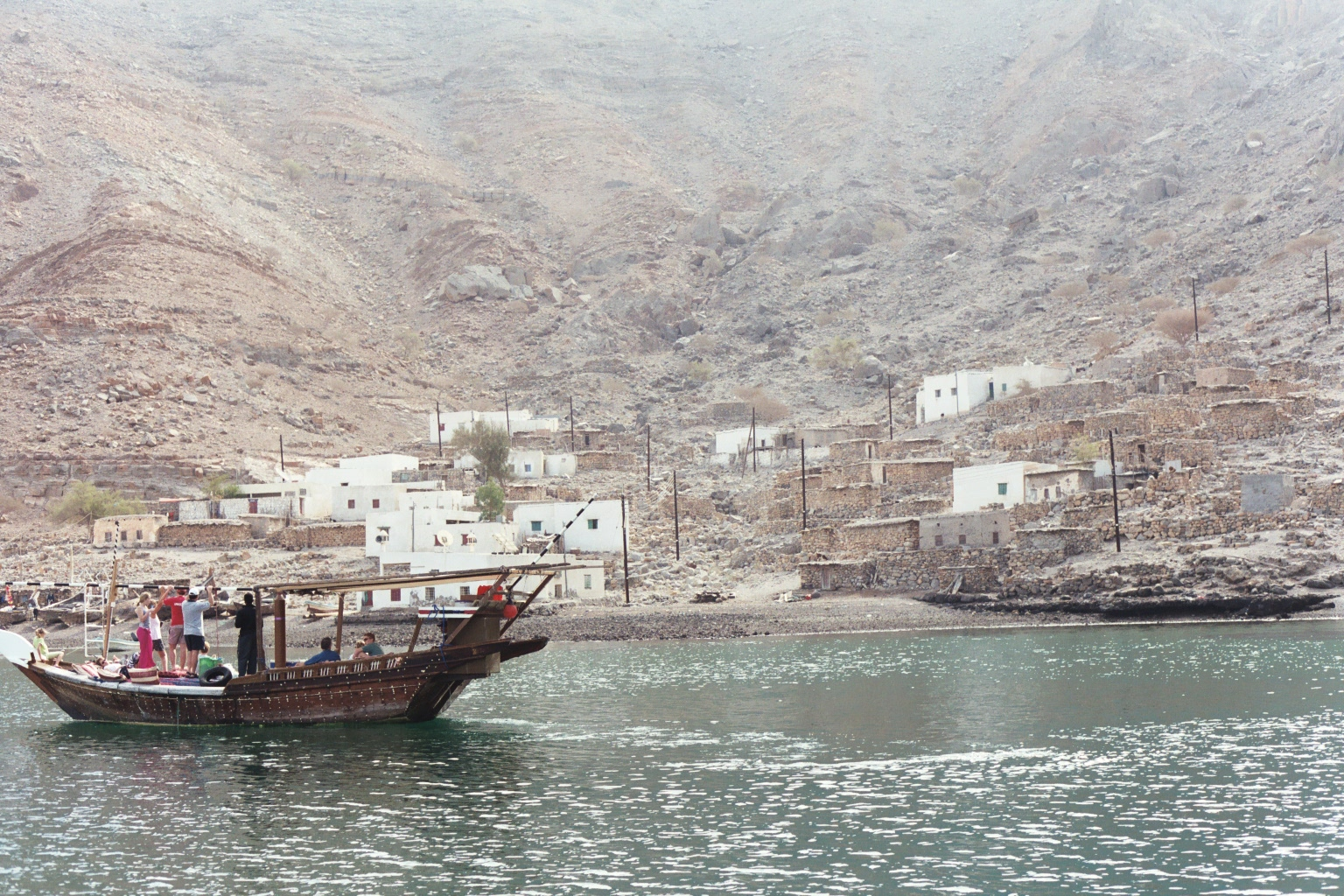
Фіорд в Мусандамі

Мусандам славиться своїми дивовижними пейзажами на морському узбережжі, вузькі бухти тут нагадують норвезькі фіорди. Проте причина їх появи інша. Аравійська плита повільно зазнає субдукцію під Євразійську, на якій, відповідно, здіймаються Іранські гори. На півострові Мусандам ж над водою залишилися лише вершини гір, а море заповнили міжгірні западини, сформувавши чудернацьку берегову лінію.

## Адміністративний поділ
Губернаторство Мусандам має поділ на 4 вілайєти з центрами у містах:
- Хасаб
- Буха
- Даба-ель-Байя
- Мадха — єдиний вілайєт не на півострові, ексклав усередині ОАЕ, посередині між основною частиною мухафази та іншим Оманом.